# Ham Bong-sil
Ham Bong-sil (ur. 24 lipca 1974) – północnokoreańska lekkoatletka, specjalizująca się w biegach długich.
W roku 2000 zajęła ósme miejsce w biegu maratońskim podczas igrzysk olimpijskich rozgrywanych w australijskim Sydney. Uczestniczka mistrzostw świata w roku 2003 – z czasem 2:25:31 zajęła piątą lokatę w maratonie. Złota medalistka uniwersjady w roku 2001, w półmaratonie. W 2002 wywalczyła złoto igrzysk azjatyckich w maratonie oraz dwa złote krążki mistrzostw Azji (w biegu na 5 i 10 kilometrów). Brązowa medalistka azjatyckiego czempionatu na dystansie 10 kilometrów  w 2005. Rekordy życiowe: 5000 metrów - 15:37.5 (20 kwietnia 2002, Pjongjang); 10 000 metrów - 33:09,34 (29 września 1990, Pekin). Najlepszy rezultat w maratonie - 2:25:31 uzyskała 31 sierpnia 2003, w Paryżu. Jej najlepsze wyniki w maratonie oraz w biegu na 5000 metrów są aktualnymi rekordami Korei Północnej.